# Ed Ricketts

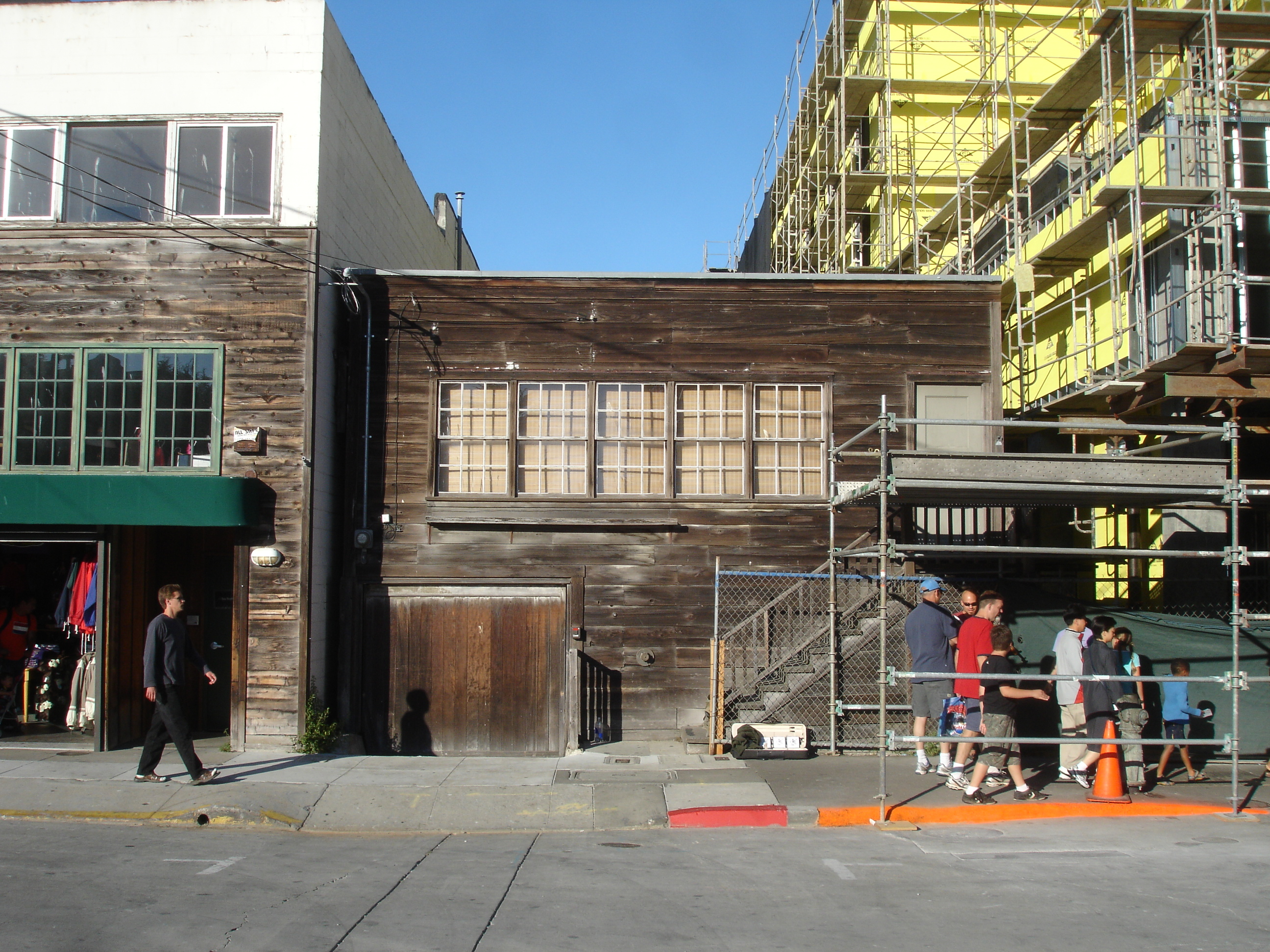
Ricketts’ Laboratorium in der Cannery Row

Edward „Ed“ Flanders Robb Ricketts (* 14. Mai 1897 in Chicago; † 11. Mai 1948) in Monterey war ein US-amerikanischer Meeresbiologe und Philosoph. Bekannt wurde er auch als Freund John Steinbecks, dessen Denken er maßgeblich beeinflusst hat und der ihm u. a. in der Figur des „Doc“ in den Romanen Die Straße der Ölsardinen und Wonniger Donnerstag literarische Denkmäler gesetzt hat.

## Leben
Ed Ricketts wurde in Chicago geboren, begann ein Studium in Illinois, verließ die Universität jedoch bald wieder, um auf Reisen zu gehen. Er diente während des Ersten Weltkrieges in einem Army Medical Corps und ging danach zurück an die Universität, diesmal nach Chicago, verließ sie aber ohne Abschluss. Im Jahr 1922 unternahm er eine lange Fußwanderung, die ihn quer durch die ehemaligen Südstaaten bis nach Florida führte und über die er 1925 den Artikel Vagabonding Through Dixie im Magazin Traveler (6/1925) veröffentlichte.
Seit 1923 lebte er in Kalifornien, wo er in Pacific Grove die Pacific Biological Laboratories eröffnete, ein Meereslabor, das Schulen, Universitäten und andere Einrichtungen mit biologischen Präparaten versorgte. Die Firma und Besitzer zogen mehrfach um, von Pacific Grove über Carmel und schließlich nach Monterey. Im Labor befand sich auch Ricketts Wohnung, in der unter anderem Joseph Campbell und Henry Miller regelmäßig zu Gast waren. 1930 lernte er den jungen, damals noch unbekannten Autor John Steinbeck kennen, den er zeitweise in seinem Labor beschäftigte und mit dem ihn bald eine tiefe Freundschaft verband.
Die Pacific Biological Laboratories fielen 1936 einem Brand zum Opfer, bei dem auch zahlreiche Manuskripte und die Privatbibliothek von Ed Rickett vernichtet wurden. Glücklicherweise hatte er das Manuskript seines meeresbiologischen Fachbuchs Between Pacific Tides bereits zum Druck an die Stanford University abgeschickt. Die erste Auflage dieses Werks, das auch heute noch an verschiedenen Universitäten als Standardhandbuch verwendet wird, erschien 1939. The Sea of Cortez (1941) war das Ergebnis einer gemeinsamen Forschungsreise mit Steinbeck in den Golf von Kalifornien. In späteren Auflagen wurden die Forschungsergebnisse Ricketts’, die einen wesentlichen Teil dieses Buches ausmachen, zeitweise in den Hintergrund gedrängt, später aber erhielten sie ihren angestammten Platz wieder.
Nachdem Ricketts’ Ehe mit seiner ersten Frau Anna, mit der er drei Kinder hatte, gescheitert war, lebte er nun mit Toni Jackson zusammen, ehe er Anfang 1948 Alice Campbell heiratete. Wenige Monate später starb er, nachdem sein Wagen von einem Zug erfasst worden war. Eine weitere geplante Reise mit John Steinbeck kam deshalb nicht mehr zustande.
Obwohl Ricketts viele Manuskripte, die 1936 verbrannt waren, nie mehr rekonstruierte, konnte 1978 eine Sammlung seiner wissenschaftlichen Werke unter dem Titel The Outer Shores erscheinen. Zwei von ihm entdeckte Arten, die Seespinne Pycnogonum rickettsi die Catriona rickettsi wurden ebenso nach ihm benannt wie das Boot „RV Ed Ricketts“ und die „Ricketts Row“ in Pacific Grove.

## Ricketts als literarische Figur
Ed Ricketts und seine Pacific Biological Laboratories finden sich in den Romanen Cannery Row (Die Straße der Ölsardinen) und Sweet Thursday (Wonniger Donnerstag) wieder. Steinbeck schildert deren Hauptfigur Doc nach dem Vorbild seines Freundes. Als Schriftsteller war er sich darüber im Klaren, dass dieses Bild vor allem seiner eigenen Vorstellung von Ricketts entsprach, nicht der realen Person. Daher lautet die Widmung zu Die Straße der Ölsardinen: „Für Ed Ricketts; Er weiß warum, vielleicht auch nicht“ („For Ed Ricketts who knows why or should.“).
Auch Figuren anderer Werke von Steinbeck sind von Ed Ricketts inspiriert. Das gilt etwa für die Gestalten des Jim Casy in The Grapes of Wrath (Früchte des Zorns), des Doktor Burton in In Dubious Battle (Stürmische Ernte) oder des Doktor Winter in The Moon is Down (Der Mond ging unter).
| Personendaten    | Personendaten                                 |
| ---------------- | --------------------------------------------- |
| NAME             | Ricketts, Ed                                  |
| ALTERNATIVNAMEN  | Ricketts, Edward Flanders Robb                |
| KURZBESCHREIBUNG | US-amerikanischer Meeresbiologe und Philosoph |
| GEBURTSDATUM     | 14. Mai 1897                                  |
| GEBURTSORT       | Chicago                                       |
| STERBEDATUM      | 11. Mai 1948                                  |